# Solar plexus
Solar plexus (plexus coeliacus) er betegnelsen for det store nervebundt under mellemgulvet.
I mange kampsportsgrene bruges Solar plexus som et angrebspunkt til forsvars- og flugtmetoder. Ved slag på Solar plexus kan der opstå diafragmespasmer, og man får luften slået ud, og der kan gå nogle sekunder, før man kan trække vejret normalt igen.
Bemærk venligst at "Solar plexus", ikke er det korrekte navn. Det korrekte navn er "Plexus Coeliacus"
 Der er for få eller ingen kildehenvisninger i denne artikel, hvilket er et problem. Du kan hjælpe ved at angive troværdige kilder til de påstande, som fremføres i artiklen.

| Lægevidenskab | Spire Denne artikel om lægevidenskab er en spire som bør udbygges. Du er velkommen til at hjælpe Wikipedia ved at udvide den. |